# جوزپه پاپادوپولو
جوزپه پاپادوپولو (انگلیسی: Giuseppe Papadopulo؛ زادهٔ ۲ فوریهٔ ۱۹۴۸) بازیکن فوتبال اهل ایتالیا است.
از باشگاه‌هایی که در آن بازی کرده‌است می‌توان به باشگاه ورزشی لاتزیو، باشگاه فوتبال سالرنیتانا، باشگاه فوتبال باری، باشگاه فوتبال لیورنو، و باشگاه فوتبال اتلتیکو آرتزو اشاره کرد.